# Шенников, Александр Петрович
Алекса́ндр Петро́вич Ше́нников (29 августа (10 сентября) 1888, село Папулово Великоустюжского уезда Вологодской губернии — 24 мая 1962, Ленинград) — русский и советский учёный-ботаник, член-корреспондент АН СССР (1946).

## Биография

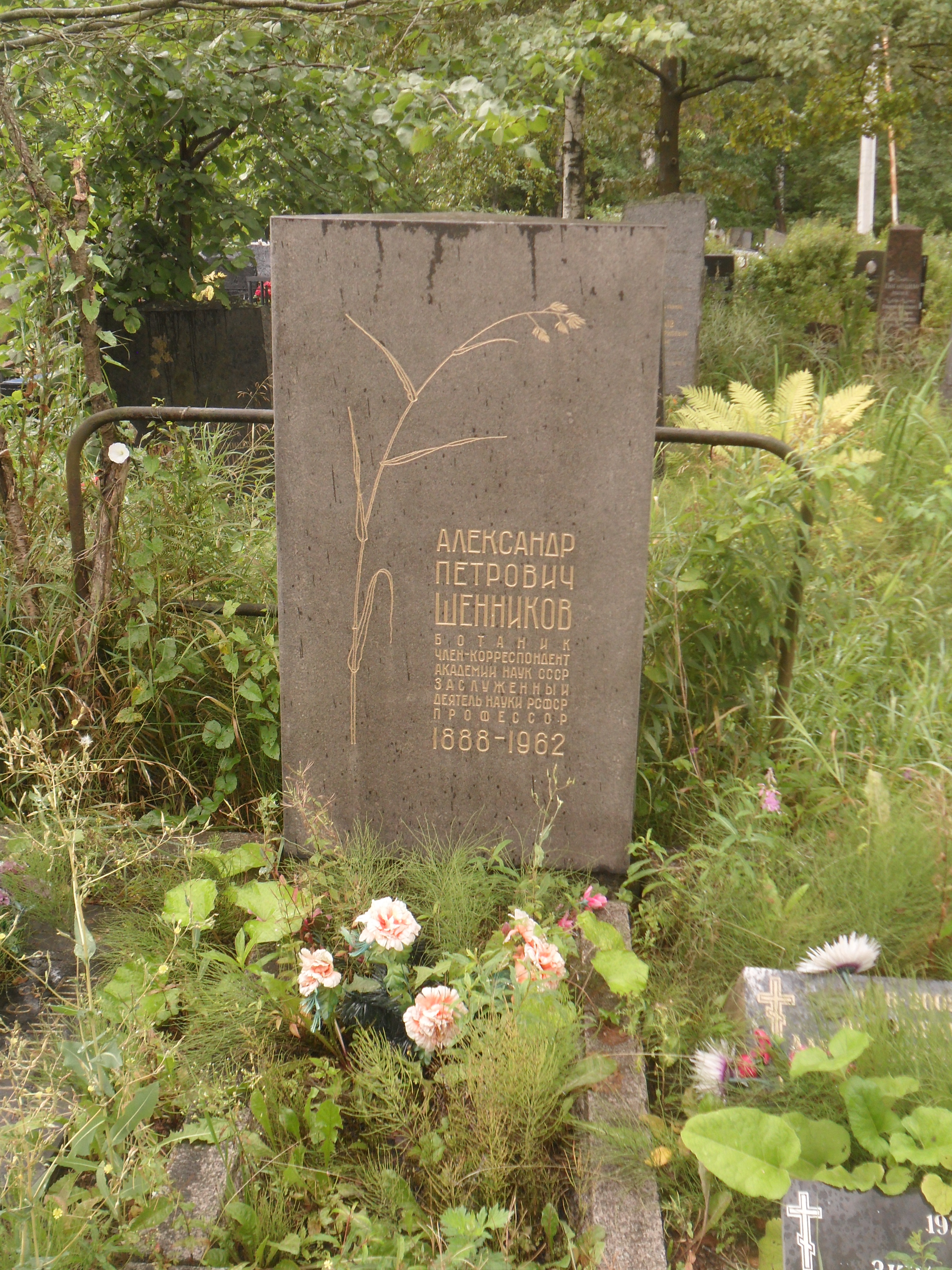
Могила Шенникова на Серафимовском кладбище Санкт-Петербурга.

В 1907 году окончил гимназию с золотой медалью.
В 1912 году окончил естественное отделение физико-математического факультета Петербургского университета.
В 1919 году получил степень магистра ботаники. В 1935 году присвоена степень доктора биологических наук без защиты диссертации.
В 1912—1936 годах преподавал в Петербургском (Ленинградском) лесном институте. В 1919—1960 годах — в Петербургском (Ленинградском) университете.
В 1955 году подписал «Письмо трёхсот».
С 1960 года заведовал лабораторией Ботанического института АН СССР.
Награждён орденом Ленина (1954) и орденом «Знак Почёта» (1945).
Похоронен на Серафимовском кладбище (Коммунистическая площадка) в Санкт-Петербурге.

## Научные труды
Опубликовал более 250 научных работ. Некоторые из них:
- Шенников А. П. Луговая растительность СССР // Растительность СССР. — М.— Л., 1938. — Т. 1.
- Шенников А. П. Луговедение. — Л., 1941.
- Шенников А. П. Экология растений. — М., 1950.
- Шенников А. П. Введение в геоботанику. — Л., 1964.

## Семья
- Сын — Александр Александрович Шенников (7 января 1926, Ленинград – 26 июня 2002, Санкт-Петербург), художник-архитектор, исследователь строительной культуры русских крестьян. Кандидат искусствоведения (1960), доктор архитектуры (1986). Доцент (1961). Похоронен на Серафимовском кладбище.[4]